# Sigma Alimentos
Sigma Alimentos, S.A. de C.V., auch bekannt als Sigma oder Sigma Alimentos, ist ein mexikanisches multinationales Lebensmittelverarbeitungs- und -vertriebsunternehmen mit Hauptsitz in San Pedro, nahe Monterrey, Mexiko. Es produziert und vertreibt gekühlte Lebensmittel, vor allem Aufschnitt, Käse und Joghurts. Es ist einer der größten Hersteller und Vertreiber von gekühlten Lebensmitteln in Mexiko, einige seiner bekannten Marken sind Fud, Chen, San Rafael, Guten und Yoplait. Es ist eine Tochtergesellschaft des börsennotierten mexikanischen Industriekonglomerats Alfa.
Sigma meldete für 2014 einen Umsatz von 5,4 Milliarden US-Dollar. Das Unternehmen verfügt über 67 Fabriken und 152 Vertriebszentren, in denen mehr als 38.000 Menschen in 18 Ländern beschäftigt sind. Das Unternehmen hat seine Präsenz in den Vereinigten Staaten und der Eurozone durch Übernahmen verstärkt, von denen die beiden größten die amerikanische Bar-S im Jahr 2010 und die europäische Campofrio im Jahr 2014 waren.
Sigma vertreibt seine Produkte in Mexiko über große Supermärkte, Großhändler, Convenience-Stores und kleine Läden. In den Vereinigten Staaten ist das Unternehmen über Sigma Foods und Bar-S Foods mit regionalem Hauptsitz in Phoenix, Arizona, tätig. In der Eurozone ist das Unternehmen über Campofrío tätig, das 2014 gemeinsam mit der chinesischen WH Group übernommen wurde.
Das Unternehmen ist auf dem amerikanischen Kontinent und in der Eurozone vertreten. In Nordamerika ist es in Mexiko und den Vereinigten Staaten vertreten; in der Eurozone in Belgien, Frankreich, Deutschland, Italien, Niederlande, Portugal und Spanien; und in Mittel- und Südamerika in Costa Rica, Dominikanische Republik, Ecuador, El Salvador, Guatemala, Honduras, Nicaragua, Panama und Peru.